# 關聖里
22°59′10″N 120°14′31″E / 22.985975°N 120.2418972°E
關聖里為中華民國臺南市東區轄下之一里，位於九期重劃區內，以東邊通過的中山高速公路為界與仁德區比鄰，西與東聖里隔著富農街二段，南邊以裕平路與文聖里分隔，北至裕和路與南聖里相鄰。
該里也是二次大戰後臺南市最早設置的里之一，從日治末期的臺南市虎尾寮大字分割而成（另一個分割出來的里是虎尾里），里名來自創設時位於轄區內的後甲關帝廳。

## 沿革
關聖里在歷史上屬於虎尾寮地區，明鄭時期隸屬於天興州永康里，清朝初年屬於臺灣縣永康里，約在同治年間永康里分成永康上中里與永康下里後則歸屬於永康下里。日治時期隸屬永康下里虎尾藔庄，1920年地方制度改制後，改隸臺南州新豐郡仁德庄的「虎尾寮」大字，1940年10月1日變成臺南市的一部分。
二次大戰後，變成省轄市的臺南市底下個區分成數里，關聖里即是早期設置的里之一。後來隨著里內發展，1982年8月1日里界重新劃分，將中華東路二段以西的部分劃給富強里，使得作為里名由來的關帝廳改隸於富強里。1994年8月1日，富農街二段以西的部分又分割成東聖里，而在2006年8月1日時，關聖里又分割出北邊的南聖里與南邊的文聖里，形成現在狹長的樣子。

## 里內設施
- 關聖社區活動中心
- 虎尾寮公有零售市場
- 台南市公共自行車虎尾寮市場站
- 台南市政府警察局第一分局府東派出所
- 台南市政府消防局第七大隊後甲分隊
- 全聯福利中心台南裕忠店
- 全家便利商店台南虎尾寮門市
- 統一超商台南裕平門市
- 宗教
  - 林聖宮
  - 慈龍寺
  - 聖汝宮
  - 台灣基督長老教會後甲教會
- 公園
  - 千禧公園
  - 關聖公園